# Драгунски, Марк
Марк Драгунски (нем. Mark Dragunski; род. 22 декабря 1970, Реклингхаузен) — немецкий гандболист, тренер команды «ТУСЕМ» (город Эссен), серебряный призёр Олимпийских игр в Афинах и чемпионата мира 2003 года, чемпион Европы 2004 года.

## Карьера игрока

### Клубная
За свою карьеру Марк Драгунски прославился благодаря выступлениям за команду «ТУСЕМ» (Эссен). Также в его активе игры за клубы «Неттельштедт-Люббеке», «Фленсбург-Хандевитт» и «Гуммерсбах». В составе эссенского клуба Драгунски выиграл в 1994 году Кубок европейских городов, а в 2003 году завоевал Кубок Германии в составе команды «Фленсбург-Хандевитт». Прославился он также тем, что его клуб «ТУСЕМ» стал единственной командой, которая за один шаг перешла из Региональной лиги в Бундеслигу.
Летом 2008 года Марк объявил о завершении карьеры и о намерении войти в тренерский штаб клуба «ТУСЕМ», однако из-за финансовых проблем клуба 5 декабря 2008 он вернулся в его основной состав и вышел на матч против «Ветцлара». Во второй раз о завершении карьеры игрока Драгунски объявил уже в июле 2009 года. Вскоре 8 февраля 2011 Драгунски неожиданно объявил, что проведёт конец сезона 2010/2011 в составе клуба «Сундвиг/Вествиг». По окончании сезона он в третий раз, уже окончательно завершил свою карьеру.

### В сборной
На счету Драгунски 117 игр и 174 гола за сборную Германии. Дебют состоялся 4 августа 1994 в матче против команды Марокко. В составе бундестим Марк выиграл чемпионат Европы 2004 года в Словении, а также серебряные медали чемпионата Европы 2002, чемпионата мира 2003 в Португалии и Олимпийских игр 2004 года в Афинах. В Афинах при своём росте в 214 см Марк заполучил звание самого рослого олимпийца немецкой сборной и по росту оказался даже выше большинства участников баскетбольного турнира. На чемпионате Европы 2002 года, однако, его рост не самым лучшим образом сказывался на игре сборной, и в итоге в перерыве финального матча против сборной Швеции его заменили. Несмотря на то, что немцы проиграли финал, Драгунски был признан лучшим игроком матча.

## Карьера тренреа
В сезоне 2012/2013 Драгунски вошёл в тренерский штаб клуба «ТУСЕМ» из Эссена, изначально он тренировал вторую команду, однако затем стал главным тренером клуба.